# Wiener Operation
1941: Białystok-Minsk – Dubno-Luzk-Riwne – Smolensk – Uman – Kiew – Odessa – Leningrader Blockade – Wjasma-Brjansk – Charkow – Rostow – Moskau – Tula

1942: Rschew – Charkow – Ljuban/Wolchow – Kertsch/Sewastopol – Fall Blau – Kaukasus – Stalingrad – Operation Mars

1943: Woronesch-Charkow – Operation Iskra – Nordkaukasus – Charkow – Kursk – Orjol – Donez-Mius – Donbass – Belgorod-Charkow – Smolensk – Dnepr – Kiew

1944: Dnepr-Karpaten – Leningrad-Nowgorod – Krim – Wyborg–Petrosawodsk – Operation Bagration – Lwiw-Sandomierz – Jassy–Kischinew – Belgrad – Petsamo-Kirkenes – Baltikum – Karpaten – Ungarn

1945: Kurland  – Weichsel-Oder – Ostpreußen – Westkarpaten – Niederschlesien – Ostpommern – Plattensee – Oberschlesien – Wien – Oder – Berlin – Prag
Als Wiener Operation 1945  oder Schlacht um Wien werden die Kämpfe zwischen der Roten Armee und der deutschen Wehrmacht in Wien und dem Wienerwald vom 16. März  bis 15. April 1945 bezeichnet. Der Kampf im Stadtgebiet dauerte vom 6. bis 13. April.

## Vorgeschichte
Nach der Schlacht um Budapest und den erfolglosen deutschen Operationen in Ungarn scheiterten während der Plattenseeoffensive die verlustreichen Gegenangriffe der deutschen 6. Armee und der 6. Panzerarmee.
Am 16. März 1945 startete die Rote Armee (mit der 4. und 9. Gardearmee an der Spitze) die entscheidende Gegenoffensive: Die Armeen der 3. Ukrainischen Front  wurden von der 17. Luftarmee, die der 2. Ukrainischen Front von der 5. Luftarmee unterstützt. 42 sowjetische Divisionen durchbrachen mit Unterstützung von acht schnellen Korps die deutschen Stellungen. Die 6. Panzer-Armee entging nur knapp einer Einkesselung und musste sich nach Sopron und Szombathely zurückziehen.
Die sowjetische 6. Garde-Panzerarmee unter General Andrei Krawtschenko wurde erst am 20. März wegen Umgruppierungen an die Spitze der Verfolgung gestellt. Die übergeordnete deutsche Heeresgruppe Süd (General der Infanterie Wöhler, ab 7. April Generaloberst Rendulic) musste die 6. Panzerarmee über die österreichische Grenze nach Eisenstadt, andererseits die 6. Armee und die nur bedingt einsetzbare ungarische 3. Armee (General Heszlényi) über Szentgotthárd ins Burgenland zurücknehmen. Während das II. SS-Panzerkorps (General Bittrich) voraus über Wimpassing an der Leitha zurückging und die Verteidigung von Wien vorbereite, versuchte das I. SS Panzer-Korps (General Prieß) die sowjetischen Truppen zwischen Sopron und Kőszeg hinzuhalten und sich den Rückzug in Richtung Wiener Neustadt zu erkämpfen.
Am 28. März erreichte die sowjetische 46. Armee den Raab-Abschnitt und eröffnete den Angriff auf Győr; am rechten Ufer der Donau wurde bis 30. März der deutsche Brückenkopf bei Komárom vollständig beseitigt. Die an der Grenze liegenden deutschen Verteidigungsstellungen des Südostwalls, die Linien A und B, wurden relativ schnell durchbrochen.

### Sowjetischer Vormarsch auf Wien

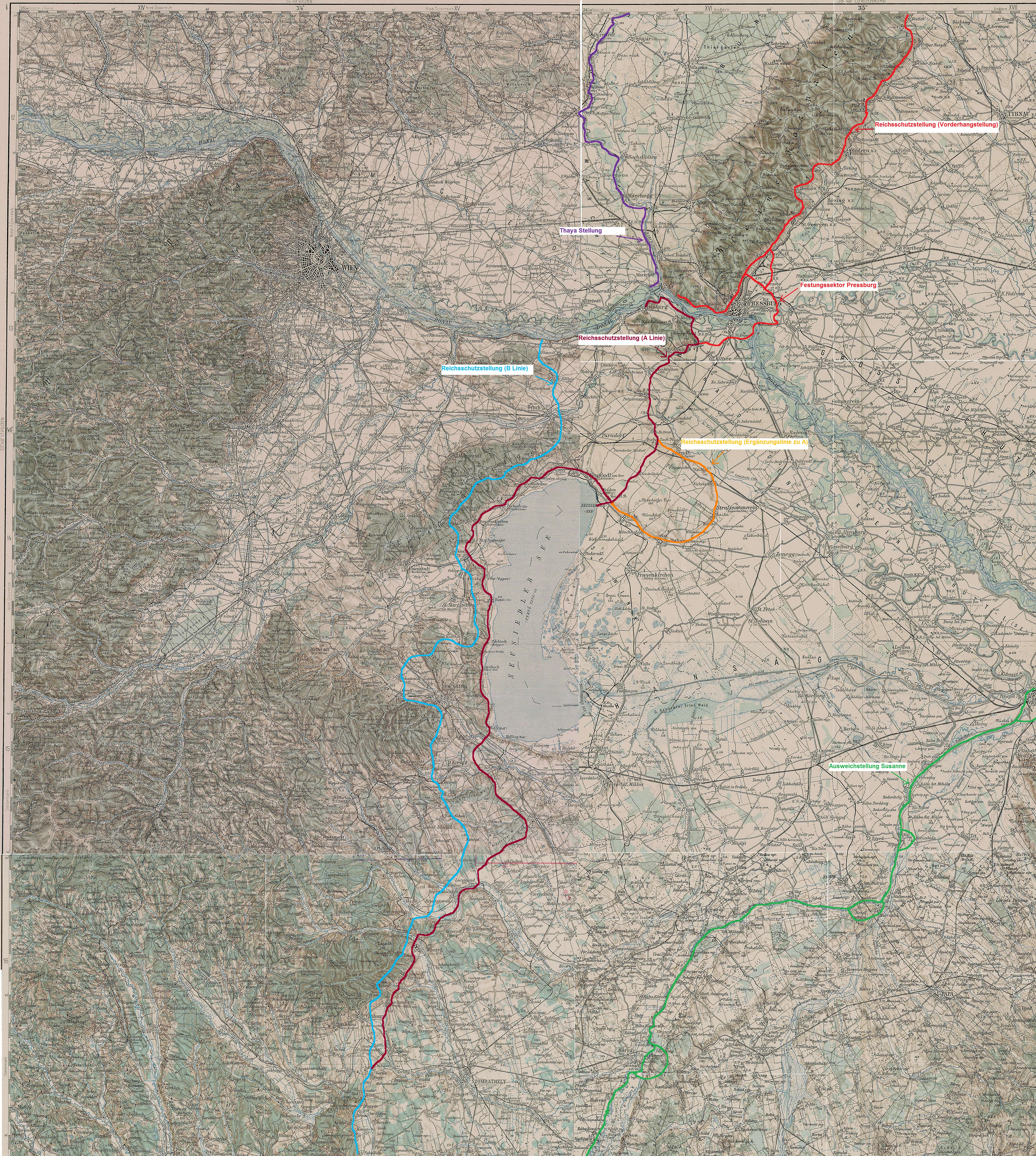
Verlauf des Südostwalls und Wiener Raum

Die in Richtung Wien angreifenden sowjetischen Armeen verfügten über etwa 400.000 Mann, 400 Panzer und 7.000 Sturmgeschütze, Granatwerfer und Raketenwerfer. Es gibt deutliche Hinweise darauf, dass Stalin den Oberbefehlshaber der 3. Ukrainischen Front, Marschall Tolbuchin als absehbaren Sieger von Wien gegenüber Malinowski, dem fähigeren Kommandeur der 2. Ukrainischen Front, bevorzugte, da ihm dieser als potentieller politischer Konkurrent zu mächtig erschien.
Sowjetische Panzertruppen unter General Krawtschenko überschritten am 29. März um 11:05 Uhr die damalige deutsche Reichsgrenze bei Klostermarienberg im Bezirk Oberpullendorf. Das 9. Garde-mechanisierte Korps (Generalleutnant Wolkow) und das 5. Garde-Panzerkorps (Generalmajor Saweljew) schwenkten nach Norden auf Wiener Neustadt und Mattersburg ein. Parallel dazu deckten fünf Schützenkorps der sowjetischen 4. und 9. Gardearmee die Flanken. Die 4. Gardearmee unter Generalleutnant Sachwatajew folgte am rechten Flügel über Eisenstadt und Gramatneusiedl nach Schwechat. Die 9. Gardearmee unter Generaloberst Glagolew drang links davon aus dem Raum Kőszeg über Aspang mit drei Schützenkorps (37., 38. und 39. Garde-Schützenkorps) durch die Bucklige Welt in Richtung Gloggnitz vor. Marschall Tolbuchin hatte den Befehl gegeben, Wien über Baden – nach Norden vorstoßend – vom Westen her zu umfassen. Die Aufgabe der 46. Armee (linker Flügel der 2. Ukrainische Front) bestand darin, hinter dem vorgeschoben 23. Panzerkorps nordöstlich des Neusiedler Sees mit dem 10. und 18. Garde-Schützenkorps in erster Staffel und dem 23., 68. und 75. Schützenkorps in zweiter Staffel (zusammen 13 Schützendivisionen) die Donau zwischen Bruck und Bratislava zu erreichen, um den Truppen der 3. Ukrainischen Front vom Osten her, bei der Einnahme von Wien zu unterstützen. 
Wehrmacht und Waffen-SS kämpften mit den Resten der von Budapest zurückgezogenen 6. Panzerarmee der Heeresgruppe Süd, deren materielle Ausstattung auf 52 intakte Panzer und Sturmgeschütze geschrumpft war, wovon 28 in Wien und der Rest im Wienerwald stationiert waren. Trotz der am 6. April eintreffenden Verstärkung  durch die besonders fanatisierte und kampfstarke Führer-Grenadier-Division (General Mäder), kämpften nur etwa 20.000 deutsche Soldaten in Wien und ca. 8000 im Wienerwald.

### Westliche Umfassung Wiens

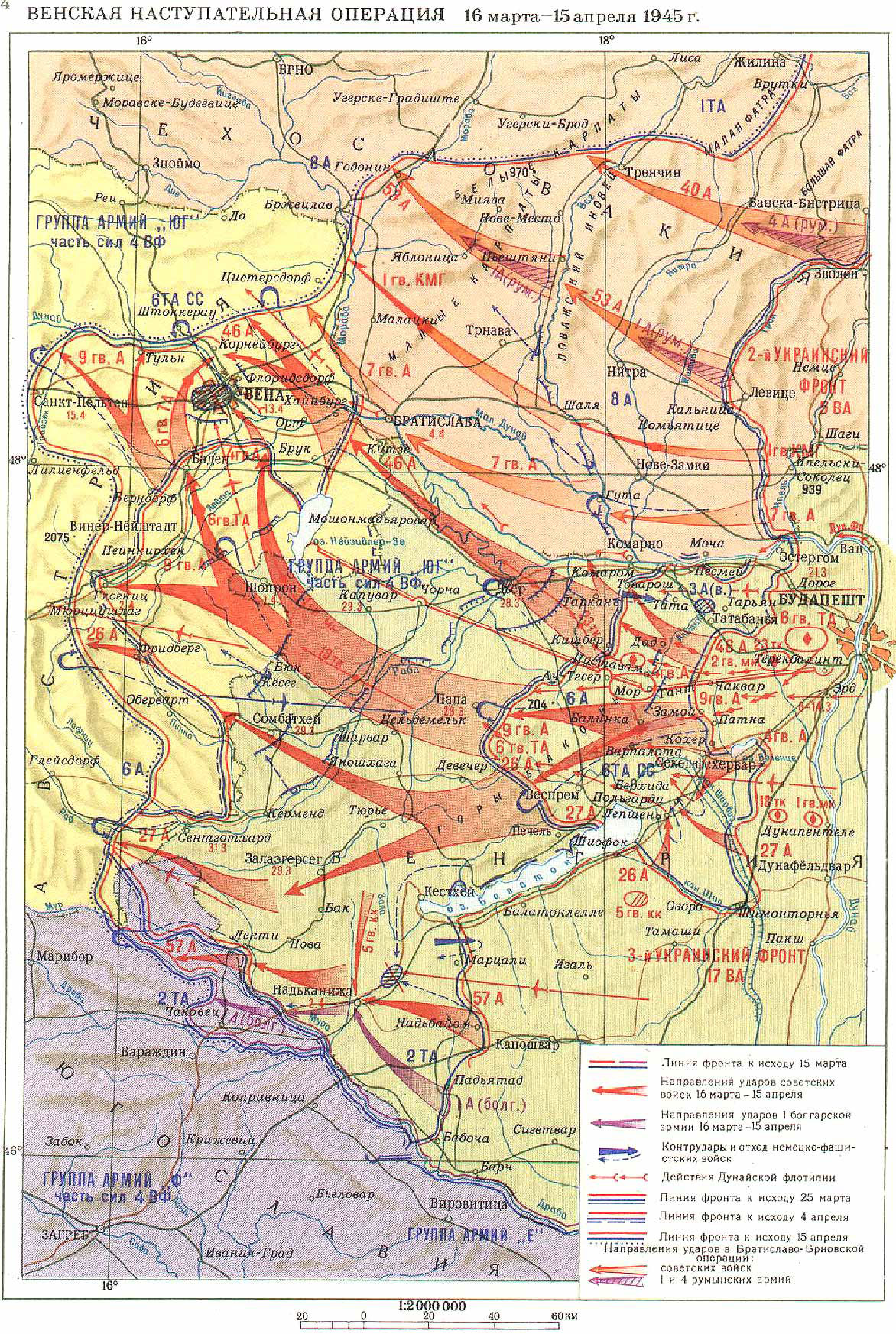
Wiener Operation

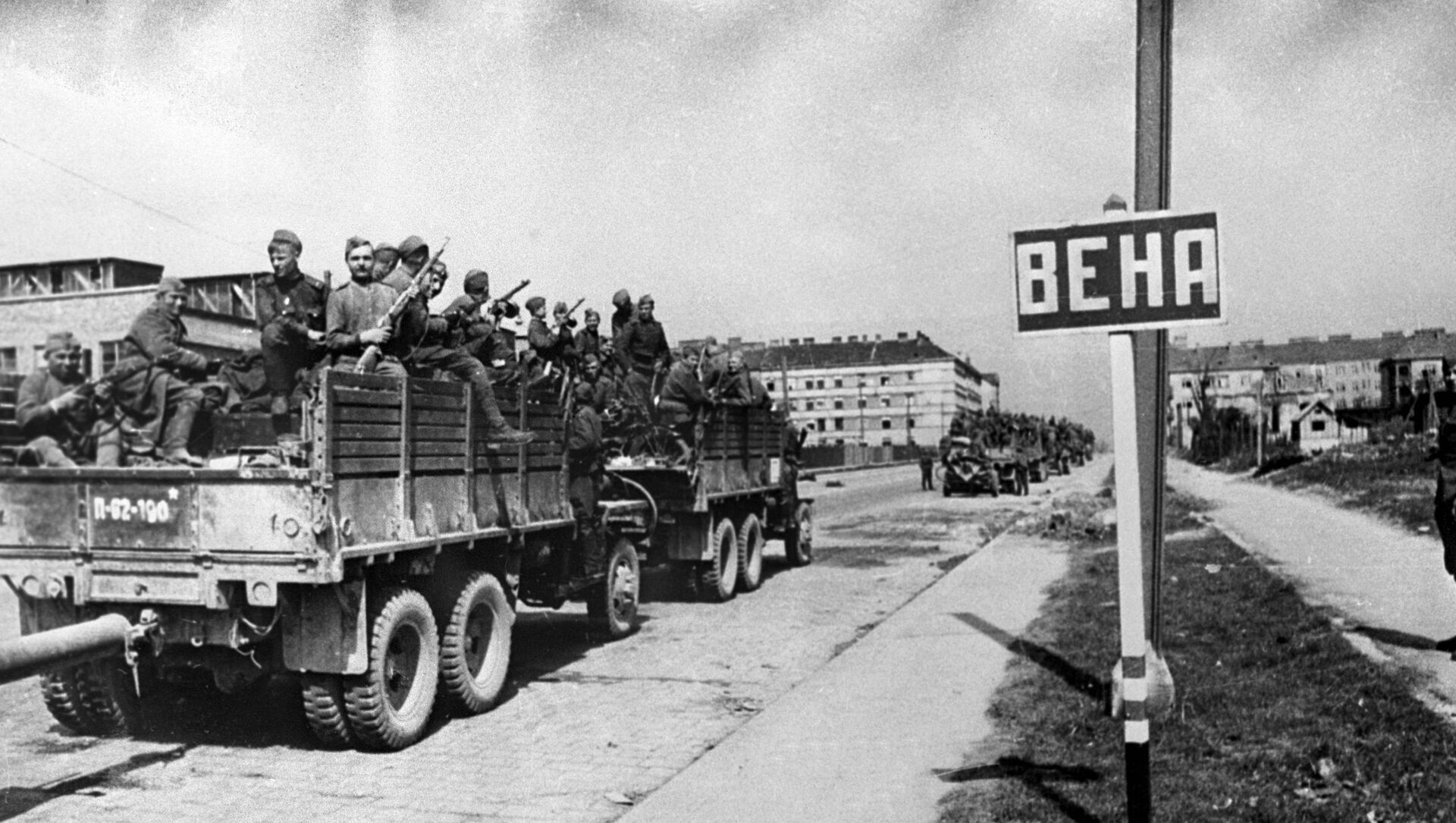
Sowjetische Soldaten an der Wiener Stadtgrenze, erkennbar am provisorisch in kyrillisch angebrachten Ortsschild Wena (russ. Wien)

Am 2. April durchbrachen das 9. Garde-mechanisierte Korps und das 39. Garde-Schützenkorps die Front der 1. SS-Panzer-Division zwischen Walpersbach und Frohsdorf und trieben die deutschen Truppen nach Westen auf Bad Fischau zurück. Gleichzeitig erreichte rechts davon das 5. Garde-Panzerkorps die Linie Bad Sauerbrunn-Zillingdorf-Ebenfurth, überschritt die Leitha und konnte bis zum Abend auch Wiener Neustadt besetzen. Am 3. April drängte die 6. Garde-Panzerarmee die 12. SS-Panzer-Division aus Bad Vöslau nach Westen ab, schwenkte wieder nordwärts und erreichte Baden bei Wien. Dort teilten sich die Truppen, um Wien nicht nur aus dem Süden und Nordosten, sondern auch aus dem Westen zu umfassen. Die 6. Gardepanzerarmee stieß dazu am 4. April durch das Helenental in Richtung Heiligenkreuz und Alland nach Norden vor, während der andere Keil (bestehend aus der 9. und 4. Gardearmee) den Direktangriff auf Wien zwischen Inzersdorf und Schwechat fortsetzte.
Vier sowjetische Angriffskeile, aus dem Süden kommend, erreichten die Wiener Stadtgrenze am 6. April, während gleichzeitig im Westen der Stadt das 5. Garde-Panzerkorps ohne gegnerischen Widerstand bei Tulln die Donau erreichte und mit der 20. und 22. Garde-Panzerbrigade in Klosterneuburg eindrang. Das diesen Vorstoß begleitende 38. Garde-Schützenkorps (General Utvenko) bildete dabei einen nördlichen Donau-Brückenkopf.

### Kämpfe am linken Donau-Ufer und im Marchfeld
Zwischen dem 6. und 11. April griff auch der linke Flügel der 2. Ukrainischen Front (Marschall Malinowski) mit der 46. Armee in die Kämpfe nordöstlich von Wien ein. Im Zuge der Bratislava-Brünner Operation nach Norden auf Brünn vorstoßend, überschritt die 7. Gardearmee (General Schumilow) den March-Abschnitt zwischen Dürnkrut und Groißenbrunn und rückte durch das Marchfeld nach Norden vor. Die deutsche 96. Infanterie-Division und die 101. Jäger-Division mussten Gänserndorf und Angern am 10. April räumen. Die bei Zistersdorf eingesetzte 25. Panzer-Division konnte den Verlust der dortigen Erdölfelder nicht verhindern.
Währenddessen überschritt die 46. Armee (Generalleutnant Petruschewski) am 6. April die Donau zwischen Haslau-Maria Ellend und westlich von Hainburg. Die Donau-Flottille unter Konteradmiral Cholostjakow setzte dabei innerhalb von fünf Tagen mehr als 70.000 Soldaten, 567 Geschütze und anderes militärisches Material auf das nördliche Donauufer über. Am 8. April landeten zusätzlich gegenüber von Orth und bei Mannsdorf sowjetische Kräfte am linken Donau-Ufer. Das über Markgrafneusiedl auf Süßenbrunn auf Wien-Donaustadt vorrückende 75. Schützenkorps (General Adrian Akimenko) und das 2. Garde-mechanisierte Korps (Generalleutnant Swiridow) verlegte den aus Wien nach Norden zurückflutenden deutschen Truppen den Rückzug. Das sowjetische 23. Panzerkorps (Generalleutnant Achmanow) besetzte am 11. April Deutsch-Wagram. Erst am 13. April nahm das 18. Garde-Schützenkorps (Generalleutnant Afonin) nach der Sicherung von Groß-Enzersdorf östlich von Korneuburg Verbindung zur 9. Gardearmee auf. Die Wiener Gemeindebezirke links der Donau (Transdanubien) erlebten „nur noch“ den Rückzugskampf der SS-Truppen aus Wien.

## Schlacht um Wien

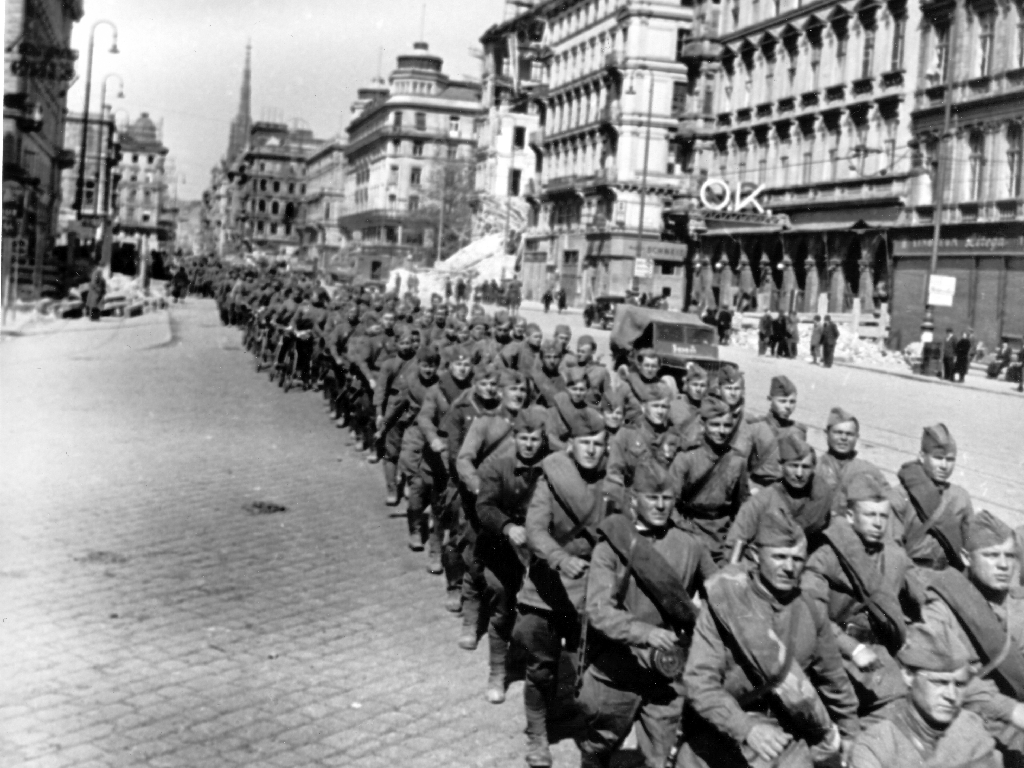
Sowjetische Truppen in der Innenstadt von Wien (1945)

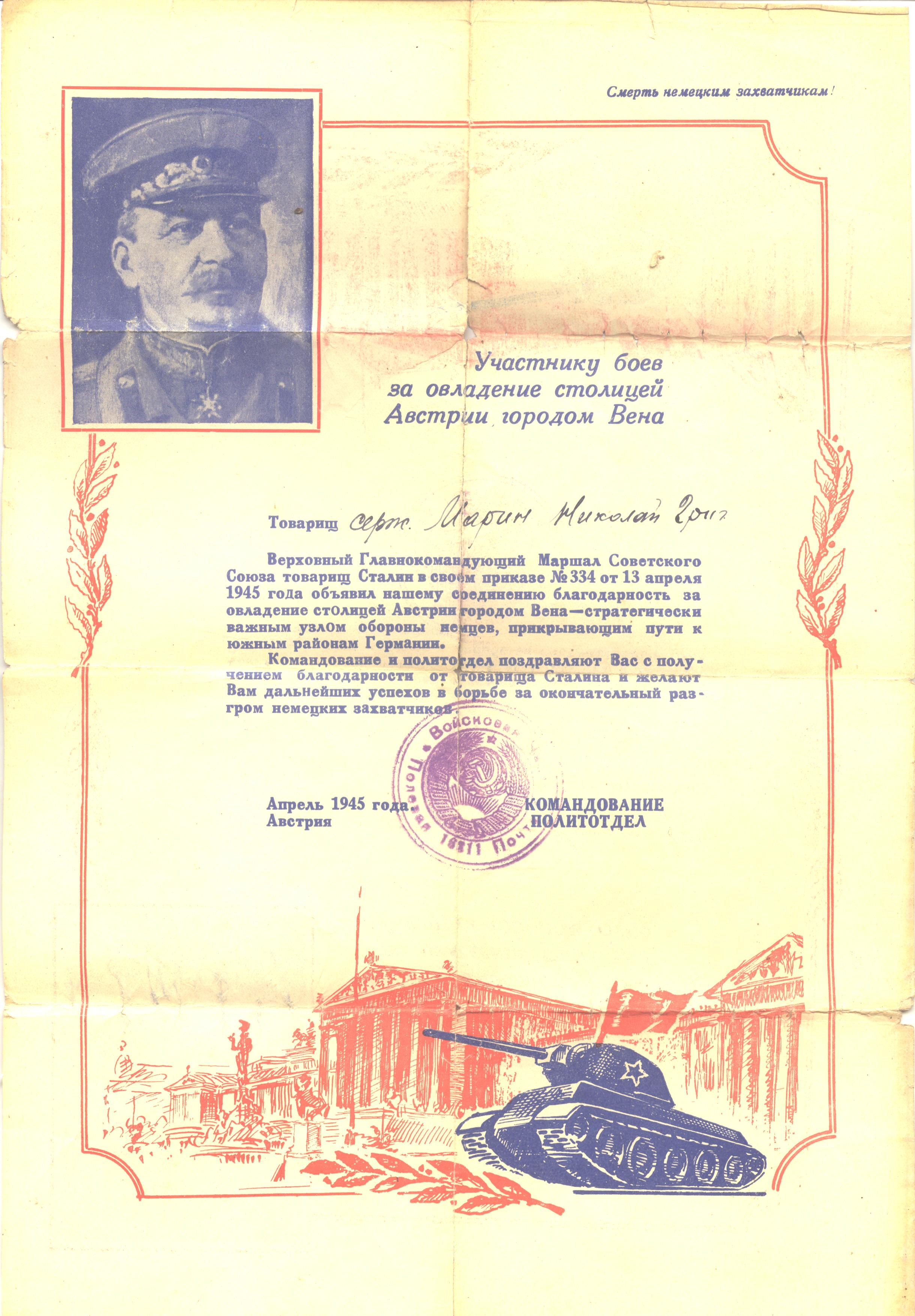
Dankschreiben Stalins an einen der Teilnehmer der Operation

Zwischen dem deutschen Kampfkommandanten Wiens, General der Infanterie Rudolf von Bünau, und dem Befehlshaber der 6. Panzerarmee, SS-Oberst-Gruppenführer Sepp Dietrich, ergab sich eine Kontroverse über Art und Intensität der Kampfführung, obwohl beide aufgrund der unzureichenden Mittel über die Aussichtslosigkeit der bevorstehenden Kämpfe einig waren. Mehrere Anläufe von Offizieren, Wien zur „Offenen Stadt“ zu erklären, scheiterten am Widerstand des Reichsstatthalters und Gauleiters von Wien, Baldur von Schirach.
Der eigentliche Kampf im Wiener Stadtgebiet begann am 6. April vom Süden her. Das 39. Garde-Schützenkorps (General Tichonow) der 9. Gardearmee drängte die 2. SS-Panzerdivision „Das Reich“ über Mödling nach Hetzendorf und Vösendorf zurück. Rechts davon rückte die 4. Gardearmee gegen die 3. SS-Panzer-Division „Totenkopf“ vor: das 1. Garde-mechanisierte Korps (General Russijanow) war über Laxenburg auf Achau vorgedrungen, das 21. Garde-Schützenkorps (General Kozak) durchschritt Himberg und drang im Bezirk Simmering ein. Das 20. Garde-Schützenkorps (General Birjukow) besetzte im Kampf mit der deutschen 6. Panzer-Division (General von Waldenfels) Schwechat und drängte am 7. April zur Donau durch.
Auch der westliche sowjetische Angriffskeil (9. Garde-mechanisiertes Korps) erreichte am 7. April die Stadtgrenze und stieß über Gersthof und nördlich der Westbahnlinie in die inneren Bezirke vor. Am gleichen Tag verstärkte die 2. SS-Panzer-Division aus dem Bereich Mauer kommend über die Mariahilfer Straße die Verteidiger der Innenbezirke. Erst am 9. April erreichte der nordwestliche Keil, aufgehalten durch die Hügel und Täler des Wienerwalds, über Klosterneuburg die Stadtteile Sievering, Grinzing und Nußdorf. Die Lage der Verteidiger war bei einem Kräfteverhältnis von bestenfalls 1:10 und prekärer Versorgungslage von Beginn an aussichtslos. Der taktische Sinn bestand wohl darin, durch den Zeitgewinn eine Neuformation der Truppe im Westen bzw. den Rückzug in die imaginäre Alpenfestung zu ermöglichen oder auch in der letzten Hoffnung Hitlers, der bereits in der Luft liegende Kalte Krieg möge heiß werden und die Deutschen würden durch ein Arrangement mit den Westmächten an deren Seite gegen die Kommunisten ziehen.
Der Kampfwille sowohl der abgekämpften Soldaten und Offiziere als auch der Bevölkerung erreichte einen Tiefpunkt. Die stationären Flakbatterien des Luftkriegs (Wiener Flaktürme) wurden zu Panzerabwehrkanonen umfunktioniert, Volkssturm und Hitlerjugend mobilisiert und Barrikaden errichtet.
In den Tagen vom 7. April bis 9. April wurde das Wiener Arsenal, welches von Teilen der 3. SS-Panzer-Division verteidigt wurde, Brennpunkt der Kämpfe, wobei die Rote Armee hohe Verluste zu verzeichnen hatte.
In manchen Gegenden, besonders in Simmering, am Gürtel und am Donaukanal wurde bis zum 13. April um jedes Haus gekämpft. Die Einnahme der Leopoldstadt und Brigittenau durch sowjetische Truppen war in kurzer Zeit abgeschlossen. Am 8. April wurde die noch kampfstarke Führer-Grenadier-Division aus der Stadt auf das nördliche Ufer der Donau zurückgezogen und verteidigte die neuen Stellungen gegenüber dem Anmarsch der sowjetischen 46. Armee von Eßling über Groß-Enzersdorf bis Raasdorf.
Schon am 9. April 1945 waren die Nordwestbahnbrücke und die Nordbahnbrücke von den Deutschen gesprengt worden, um die Einnahme der Stadt durch die sowjetische Armee von Norden und Westen her zu verhindern. Die Reichsbrücke wurde zur Sprengung vorbereitet, blieb aber als Rückzugsmöglichkeit auf das nördliche Donau-Ufer bis zur Entscheidung erhalten. Um die Reichsbrücke unzerstört zu erhalten, beschloss das sowjetische Kommando am 11. April die Donau-Flottille heranzuziehen. Beide Ufer wurden von deutschen Truppen beherrscht, als 15 Panzerboote eine Kompanie anlandeten, die sich auf der südlichen Ausfahrt der Brücke festsetzen konnte. Die deutschen Verbände versuchten die verlorene Position um jeden Preis zurückzunehmen; Gegenangriffe wurden auch in der Nacht angesetzt. Am linken Ufer der Donau wurde Donaustadt bereits vom 18. und 10. Garde-Schützenkorps (Generalleutnant Rubanjuk) der 46. Armee besetzt.
Nach zwei Tagen drang vom Süden her ein Angriff der 80. Garde-Schützendivision zur Donau durch; die deutsche Verteidigung an der Reichsbrücke wurde gespalten. Am rechten Donau-Ufer hielt die 2. SS-Panzer-Division nur noch einen Brückenkopf um die Floridsdorfer Brücke bis zum Nordwestbahnhof. Die Masse der 6. Panzerdivision war bereits über die Reichsbrücke nach Norden zurückgegangen, als am Morgen des 13. April Einheiten der sowjetischen 7. Garde-Luftlande-Division vom Prater her über die Donau gingen und die Reichsbrücke zusammen mit dem Schützen-Regiment 217 stürmen und erhalten konnten. Generaloberst Lothar Rendulic hatte die Sprengung mehrmals ausgeschlossen und erlaubte sie erst, als der südliche Brückenkopf bereits von der Roten Armee eingenommen war und der nördliche Brückenkopf ohne Deckung im sowjetischen Feuerbereich lag.
Die Kämpfe südlich der Donau dauerten nach dem Fall von Wien noch bis zum 18. April an, nachdem die dorthin umgruppierte sowjetische 4. Gardearmee, unterstützt durch das 18. Panzerkorps (Generalmajor Pjotr D. Goworunienko), den Raum bis Sankt Pölten erobert hatte. Der Kampf um Alland im Wienerwald tobte weit länger, bis sich am 23. April die Front ins Triestingtal nach Altenmarkt und Hainfeld verlagert hatte.

## Kooperation mit den sowjetischen Streitkräften

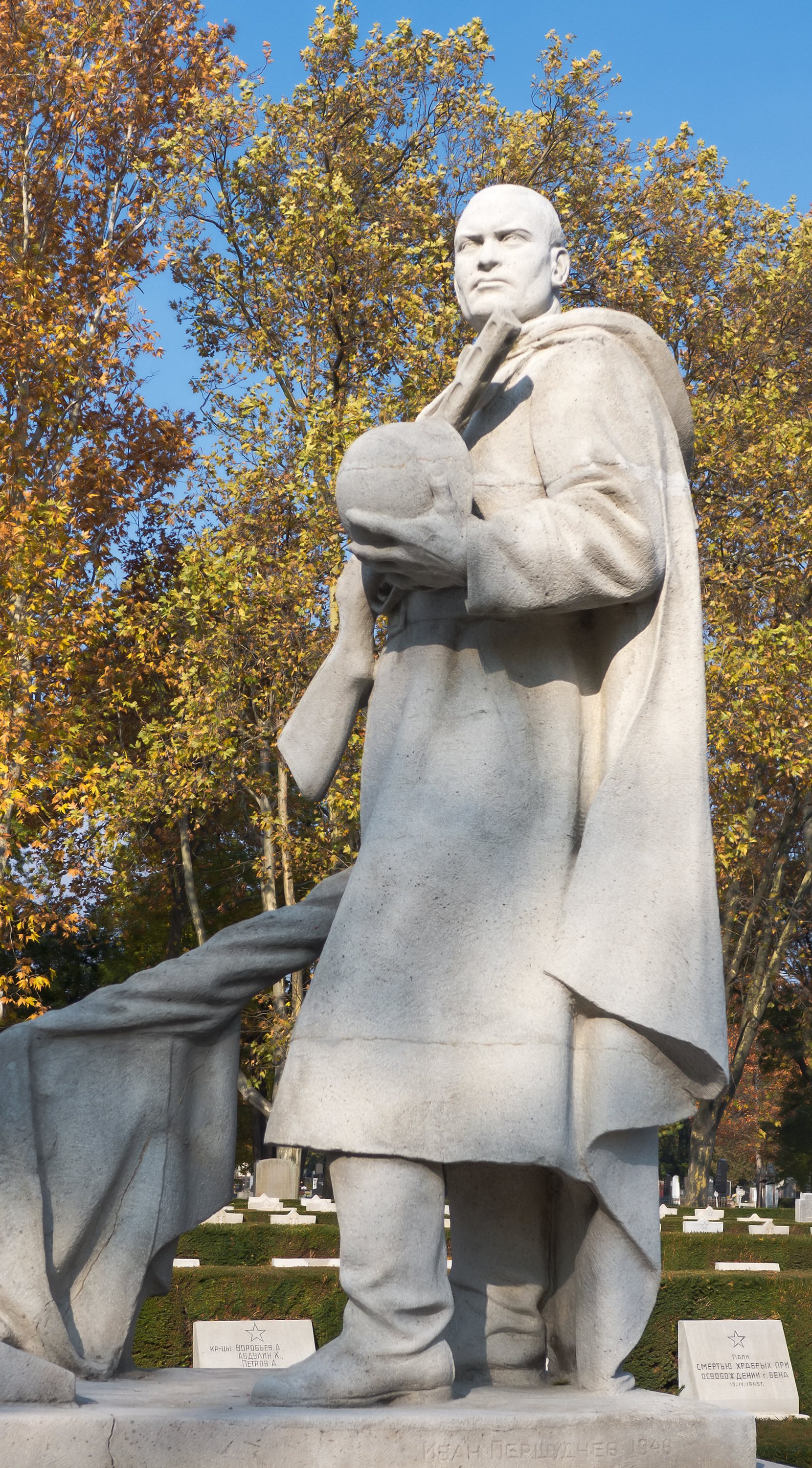
Denkmal für Gefallene der Roten Armee am Zentralfriedhof

Im Untergrund war es bereits vor der Einnahme Wiens durch die Rote Armee zu intensiven Kontakten der politischen Gruppierungen der Zwischenkriegszeit gekommen, deren Führer gerade aus den Gefängnissen und Konzentrationslagern entkommen waren. Die Widerstandsgruppen der Kommunisten, christlich-konservativer Gruppen und auch einiger Offiziere um Major Carl Szokoll im Wehrkreiskommando XVII (General der Infanterie Schubert) versuchten Schäden an der Stadt durch Kontakte und Kooperationen mit dem Hauptquartier General Tolbuchins in Hochwolkersdorf zu minimieren. Schon am 4. April 1945 bot Karl Renner, der erste Staatskanzler der Ersten Republik, der sich von seinem vom NS-Regime festgelegten Wohnort Gloggnitz von Soldaten der Roten Armee nach Hochwolkersdorf hatte bringen lassen, über einen Politgeneral Josef Stalin seine Dienste bei einer möglichen Neugründung Österreichs an, dessen „Zukunft unfraglich dem Sozialismus gehört“.
General der Infanterie von Bünau wurde nicht von der Aufgabe als Kampfkommandant entbunden und blieb für alle Maßnahmen voll verantwortlich. Im Falle seines Versagens hatte er mit einem Kriegsgerichtsverfahren zu rechnen; außerdem drohte Sippenhaft verhängt zu werden. Unter diesen Eindrücken bestellte er, ohne von dessen Tätigkeit im Widerstand zu wissen, ausgerechnet den Leiter der militärischen Widerstandsbewegung Major Carl Szokoll zum Verbindungsoffizier. Das Vorhaben der Widerstandsbewegung unter dem Decknamen „Operation Radetzky“, die kampflose Übergabe der Stadt an die sowjetischen Truppen zu erreichen und die Zerstörung durch Hitlers „Nerobefehl“ zu verhindern, wurde aber letztlich verraten. Drei beteiligte Offiziere – Oberleutnant Rudolf Raschke, Hauptmann Alfred Huth und Major Karl Biedermann – wurden am 8. April am Floridsdorfer Spitz öffentlich an Straßenlaternen gehängt.
Am 14. April wurde im Wiener Rathaus die SPÖ und am 17. April im Schottenstift die ÖVP gegründet. Kommunisten kehrten aus Titos Partisanenarmee oder dem Exil in Moskau zurück und reaktivierten am 23. April mit im Land Verbliebenen die seit 1933 verbotene KPÖ. Drei frühere Gewerkschaftsführer, der Christlichsoziale Weinberger, der Sozialdemokrat Böhm und der Kommunist Fiala, gründeten am 15. April den nicht parteigebundenen Gewerkschaftsbund.

## Opfer
Die sowjetischen Verluste in der gesamten Operation (seit 16. März) betrugen etwa 168.000 Mann; darin sind die Verluste der im Artikel nicht behandelten Kämpfe im Raum Oberwart, Hartberg, Semmering und in der südlichen Steiermark eingeschlossen.
Die eigentliche Schlacht um Wien dürfte auf deutscher Seite ungefähr 20.000 und im Wienerwald etwa 5.000 Todesopfer gefordert haben, wovon etwa 20 Prozent Zivilisten waren. Andere Quellen sprechen von insgesamt 37.000 toten Soldaten der Wehrmacht. Unter den zivilen Opfern waren auch Persönlichkeiten wie etwa der Filmarchitekt der Rosenhügel-Filmstudios, Emil Stepanek, und die Schauspielerin Lizzi Waldmüller. Der Wiener Gemeinderat veröffentlichte im August 1945 die Zahl von nur 5.000 offiziellen Soldatengräbern. Damit war Wien, im Vergleich zu den Straßenkämpfen um Budapest oder Warschau, wo es jeweils weit mehr als hunderttausend Opfer gab, verhältnismäßig glimpflich davongekommen.

## Zerstörung des Stephansdomes
In der Nacht zum 12. April 1945 brannten der Dachstuhl und der Glockenturm des Stephansdomes vollständig aus. Während danach über Jahrzehnte die Erzählung verbreitet war, „die Russen“ hätten den Dom in Brand geschossen, daneben auch, es wäre deutscher Beschuss gewesen, ist aus Augenzeugenberichten bekannt, dass das Feuer von umliegenden Gebäuden auf den Dom übergriff, wo Plünderer Feuer gelegt hatten. Aufgrund der noch andauernden Kampfhandlungen in der Stadt waren keine effektiven Löscharbeiten möglich. Die Pummerin stürzte bei diesem Großbrand aus dem Glockenstuhl ab und zerschellte am Boden. Die wertvolle Walcker-Orgel von 1886 wurde durch den Einsturz des brennenden Daches oberhalb der Westempore zerstört.